# Остальцев Леонід Валерійович
Леоні́д Вале́рійович Оста́льцев (народився 21 березня 1987, Узбекистан) — український військовик і підприємець, молодший сержант Збройних сил України, псевдо «Одуванчік», учасник російсько-української війни. Засновник піцерії «Pizza Veterano».

## Біографія
Народився в Узбекистані, через півроку батьки переїхали у місто Волгоград. Батько брав участь у радянсько-афганській війні, 1991 року йому дали квартиру в Києві, відтоді родина там й проживала. Одружений. Батько — полковник СБУ у відставці.
Закінчив київське суворовське училище. Працював у піцерії, проводив майстер-класи. Доброволець з червня 2014-го, був кулеметником, стрільцем, старшим стрільцем, командиром танка, навідником БМП. Брав участь у боях на кордоні з Росією літом 2014-го в складі 30-ї бригади, перших обстрілів із «Градів» зазнали в Сонцевому, потім займали Савур-могилу, Степанівку — там підбили український БМП, за 3 доби терористів витіснили. Перебуваючи на точці «Братська могила», ліквідували кілька конвоїв терористів, тримали «коридор», по якому вийшло до 150 одиниць автотехніки з українськими вояками із оточення. Після того були бої за Міусинськ, Красну Поляну. Маломиколаївку. Після короткотермінової відпустки обороняв Піски, Дебальцеве.
Один з засновників ГО «Київська міська спілка ветеранів АТО Деснянського району».
Після демобілізації заснував піцерію «Pizza Veterano», яка працевлаштовує ветеранів АТО. Метою проекту є допомога в адаптації до цивільного життя військовим, які повертаються з війни. Остальцев також проводить майстер-класи для дітей, у тому числі дітей загиблих військовослужбовців. Відвідувачі піцерії також можуть оплатити піцу для військовиків, які перебувають на лікуванні в госпіталях або на вокзалах. Остальцев планує створити франшизу задля відкриття подібних закладів у регіонах, за умови того, що не менш як половина працівників будуть ветеранами АТО.
На виборах до Київської міської ради 2015 року балотувався від Партії рішучих громадян. На час виборів був безробітним, проживав у Києві.

## Нагороди
За особисту мужність, сумлінне та бездоганне служіння Українському народові, зразкове виконання військового обов'язку старший солдат Остальцев відзначений — нагороджений
- 10 жовтня 2015 року — орденом «За мужність» III ступеня.

Лауреат Премії Кабінету Міністрів України за особливі досягнення молоді у розбудові України (2017).

## Громадська позиція
У червні 2018 записав відеозвернення на підтримку ув'язненого у Росії українського режисера Олега Сенцова